# Републички фонд за здравствено осигурање
Републички фонд за здравствено осигурање је организација за обавезно социјално осигурање у Републици Србији која послује на основу Закона о здравственом осигурању, са делокругом рада, овлашћењима и организацијом прописаним наведеним законом. То је национална, јавна и непрофитна организација, посредством које грађани остварују права из здравственог осигурања.

## Историјат
Законом о социјалном осигурању радника, намештеника и службеника донетим 13. августа 1946. године, уведено је тзв. државно социјално осигурање, засновано на принципу финансирања средствима доприноса које плаћају послодавци и запослени, при чему је држава била гарант свих права, односно давања из овог осигурања.
Почетак рада РФЗО везује се за Уредбу Владе ФНРЈ о оснивању Завода за социјално осигурање 1952. године када су основани Заводи за социјално осигурање у срезовима, градовима, републикама и покрајинама, који су представљали самосталне установе са сопственим средствима. Према Уредби о организацији Завода за социјално осигурање из 1955. године, социјално осигурање су спроводили Заводи за социјално осигурање, који су били самосталне друштвене установе са својством правног лица. Овом уредбом основани су срески (градски), републички и савезни Завод за социјално осигурање. Срески и републички завод су управљали фондовима социјалног осигурања.
Законом о организацији и финансирању социјалног осигурања 1962. године, основане су основне заједнице социјалног осигурања (комуналне, покрајинске, републичке и Југословенска заједница социјалног осигурања).
Законом о здравственом осигурању из 1962. први пут се оснивају фондови здравственог осигурања, образовани од доприноса осигураника код комуналних Завода за социјално осигурање.
Основним законом о организацији и финансирању социјалног осигурања почев од 1965. године, социјално осигурање спроводи се по начелу самоуправљања у оквиру Заједница, као организација осигураника у општинама(комуналне заједнице), републикама (републичке заједнице) и федерацији (Југословенска заједница) као установе, чије пословање представља делатност од посебног друштвеног интереса, а које образују Заводе (комунални, републички и савезни), са својством правног лица.
Законом о здравственом осигурању и обавезним видовима здравствене заштите становништва 1970. године образоване су републичка и покрајинска заједница здравственог осигурања и реосигурања. Овим законом престале су да постоје Заједнице основане претходним законом (комунална, републичка и савезна).
Законом о заједницама социјалне заштите 1973. године образују се Самоуправне интересне заједнице социјалне заштите (општинске и републичка заједница), као организације које обављају делатност од посебног друштвеног интереса, са својством правног лица. Законом о социјалној заштити 1974. формирају се СИЗ-ови – стручне службе тих заједница.
Законом о здравственој заштити 1990. године оснива се Фонд здравствене заштите и здравственог осигурања. Одлуком о оснивању Републичког фонда здравствене заштите предвиђено је да стручне и административне послове за фонд као и послове спровођења здравственог осигурања обавља служба у саставу Републичког секретаријата за здравство, социјалну и дечју заштиту. Фонд почиње са радом 01. априла 1990. године и као правни следбеник преузима имовину, права и обавезе Републичке самоуправне интересне заједнице здравствене заштите у Београду. Тадашње седиште Фонда је у Београду, улица Теслина број 9.
Законом о здравственом осигурању из 1992. године (Сл. гласник РС бр. 18/92) престали су са радом Републички фонд здравствене заштите и здравственог осигурања, Покрајински фонд здравства у Новом Саду и Приштини и општински фондови здравствене заштите и здравственог осигурања на територији Републике Србије без аутономних покрајина и на територији АП Војводине, а 12.04.1992. године почео са радом Републички Завод за здравствено осигурање. Завод преузима имовину града, покрајина и Републике која им је као имовина радних заједница самоуправних интересних заједница здравствене заштите пренета даном ступања на снагу Закона о друштвеним делатностима (Сл. гласник РС бр.1/90). Завод преузима запослене у органима који су обављали стручне послове за фондове који престају са радом.
Изменама Закона о здравственом осигурању („Службени гласник РС”, бр.57/11) Републички завод за здравствено осигурање променио је назив у Републички фонд за здравствено осигурање.

## Надлежности
Примарна делатност Републичког фонда за здравствено осигурање је обезбеђење и спровођење обавезног здравственог осигурања. Надаље, Републички фонд за здравствено осигурање се бави и пословима добровољног здравственог осигурања, организује и надгледа имплементацију међународних споразума о социјалном осигурању и обавља све друге послове предвиђене Законом о здравственом осигурању.

## Организација
Организационе јединице Републичког фонда за здравствено осигурање су:
- Дирекција Републичког фонда,
- Покрајински фонд за здравствено осигурање и
- филијале Републичког фонда (са испоставама и истуреним шалтерима).

Од 2013. године директор Републичког фонда за здравствено осигурање је проф.др Момчило Бабић.